# 懶貓子
懶貓子，英文名Lanmewko，暱稱Rumi，是一位主要活動範圍在台灣的日本虛擬YouTuber（Vtuber），2021年出道至今仍然在學習中文，為魔競娛樂第一位Vtuber。

## 角色概述
懶貓子最初是2018年魔競娛樂男性實況主「懶貓」蘭先倫發起的看板娘企劃，以想像中的妹妹形象所建立人設；經過多年的企劃，演變為Vtuber出道。
2019年8月，尖端出版發行首本懶貓子輕小說《懶貓子觀察日記》，作者為B.L.，畫者為LM，ISBN 978-9571086262。
2020年1月23日，蘭先倫在ETtoday新聞雲的專訪中提到，他曾經打算讓懶貓子「動起來」成為Vtuber，但因種種考量（當時台灣市場對Vtuber的接受度不高、必須投資新台幣數千萬元的設備才能讓懶貓子動起來等）而延後懶貓子Vtuber出道計畫；2019年他在懶貓子身上砸下的成本，超過新台幣200萬元。2019年7月27至28日，蘭先倫在第34屆開拓動漫祭（FF34）販售懶貓子商品，是懶貓子商品首次在同人誌即賣會開賣，當時只有承租2個攤位，所有商品份量都只有250份左右；不料，FF34展期2天，2個攤位排隊人潮超過200人、從攤位排到爭艷館門外，懶貓子商品每天都只花了90分鐘就完售，蘭先倫甚至被開拓動漫祭工作人員要求整理排隊隊伍。有鑑於懶貓子商品的大成功，蘭先倫獲得魔競娛樂董事長兼執行長陳彙中的支持，啟動懶貓子Vtuber出道計畫。
2021年中，蘭先倫與陳彙中親赴日本，選定懶貓子中之人；同年8月6日，懶貓子在YouTube進行初直播，為魔競娛樂跨足Vtuber產業之始。
2023年1月，魔競娛樂發表第一個Vtuber團體「EXITUS」，懶貓子要求EXITUS全體成員要稱呼她「宇宙第一可愛天才大前輩」。
2024年3月，漫畫家韋宗成創作的首部懶貓子條漫《Rumi的奇妙冒險》在遊戲橘子《漫畫星》(後更名為「mojoin」)開始連載，是韋宗成首部條漫作品。
2024年7月16日，魔競娛樂子公司預見娛樂宣布，魔競娛樂所屬Vtuber全員轉入預見娛樂。

### 製作人員
懶貓子的初始角色設定是由Yupi所設計，Live2D則是由Jujube所設計。

### 實況特色
懶貓子擅長遊戲實況和唱歌，以「Bo鼠」（Boss）稱呼蘭先倫，以「Rumily」稱呼粉絲。看似乖巧，卻會言語吐槽蘭先倫。

## 經歷

### 2021年
- 6月22日，開設YouTube頻道。
- 8月6日，在YouTube進行初直播[7][8]。
- 8月10日，達成YouTube頻道10萬人訂閱[9]。
- 12月7日，達成YouTube頻道15萬人訂閱[10]。

### 2022年
- 8月13日，3D首次亮相[11]。
- 8月25日，達成YouTube頻道20萬人訂閱[12]。
- 12月31日，在「VTuber國際紅白歌合戰2022」[13]與杏仁咪嚕一同擔任司儀。

### 2025年
- 1月8日，達成YouTube頻道22.7萬人訂閱。

## 音樂創作

### 數位單曲
| 發售日期     | 標題             | 規格         | 備註     |
| ------------ | ---------------- | ------------ | -------- |
| 2021年8月1日 | NON STOP SOUL!!! | 數碼音樂下載 | 出道歌曲 |

### 翻唱歌曲
| 發佈日         | 歌名                 | 歌手                 | 備註       |
| -------------- | -------------------- | -------------------- | ---------- |
| 2021年10月13日 | GETCHA!              | Rumi懶貓子、浠Mizuki |            |
| 2021年11月20日 | ライオン             | Rumi懶貓子、浠Mizuki |            |
| 2022年2月14日  | バレンタイン・キッス | Rumi懶貓子           |            |
| 2022年8月6日   | 愛言葉Ⅳ              | Rumi懶貓子           | 一周年紀念 |
| 2022年11月18日 | １・２・３           | Rumi懶貓子、浠Mizuki |            |

## 外部連結
- 懶貓子的Facebook專頁
- Rumi / 懶貓子的X（前Twitter）
- YouTube上的Rumi ch. 懶貓子頻道
- 懶貓子的Instagram帳戶